# Агуті
Агуті (Dasyprocta) — рід гризунів родини агутієвих (Dasyproctidae). Агуті трохи схожі на кавій, але мають довші кінцівки. Довжина тіла до 50 см, хвоста — 1 — 1,5 см. Живляться рослинами, комахами і дрібними хребетними; активні вночі. Шкодять городам і плантаціям цукрової тростини; використовуються як м'ясна дичина, легко приручаються. Відомо понад 10 видів агуті в Гвіані, Бразилії, Перу, на Антильських островах, у Мексиці. Типовий вид: Dasyprocta leporina (Linnaeus, 1758).

## Види
1. Dasyprocta azarae
2. Dasyprocta coibae
3. Dasyprocta croconota
4. Dasyprocta fuliginosa
5. Dasyprocta guamara
6. Dasyprocta iacki
7. Dasyprocta kalinowskii
8. Dasyprocta leporina (у т. ч. Dasyprocta cristata)
9. Dasyprocta mexicana
10. Dasyprocta prymnolopha
11. Dasyprocta punctata
12. Dasyprocta ruatanica
13. Dasyprocta variegata